# Étang Zombis
L'étang Zombis est un lac situé sur le territoire de la commune de Capesterre-Belle-Eau en Guadeloupe dans les Antilles françaises. Situé à 600 mètres du Grand Étang, il est accessible par la route de l'Habituée (D4) menant aux chutes du Carbet. L'étang possède une espèce endémique d'Alismataceae aquatique l'Helanthium zombiense découverte en 1992.

## Géographie
Le plan d'eau est situé sur le territoire de la commune de Capesterre-Belle-Eau sur l'île de Basse-Terre mais à juste l'extérieur du parc national de la Guadeloupe. Il est à 420 mètres d'altitude sur les flancs orientaux de la Soufrière et à 1,5 km des chutes du Carbet. Son alimentation se fait par les eaux de la ravine Tonnelle, ainsi que par les sources de la Crête à Bambous. Alimentant le même réseau hydrographique que le Grand Étang, son exutoire rejoint le cours de la rivière du Bananier dont il participe, dans une petite mesure, à réguler le niveau lors de fortes pluies ou de sécheresse.
De forme allongée avec 270 mètres de longueur et 110 mètres de largeur maximale, il s'étend, selon les saisons et les crues dues aux pluies, sur une surface d'approximativement 1,4 hectare d'eau libre (et potentiellement jusqu'à plus de 2 ha dans son expansion maximale dans ses zones littorales),. C'est le second plus important des lacs du secteur qui comprend outre le Grand Étang, l'étang Madère, l'étang Jonc, l'étang Roche et l'étang As de Pique.
Formé par le remplissage d'une cuvette de dépression dans les coulées de lave issues de la Madeleine et du Morne Boudoute ayant buté sur le Morne Dongo, le lac a une profondeur maximale de l'ordre de 7 mètres (possiblement en diminution) au niveau de son exutoire et pourrait, à terme, se combler totalement par un phénomène naturel d'« atterrissement » comme cela est déjà le cas de certains étangs alentour (Jonc, Madère et Roche).

## Faune et flore
Contrairement au Grand Étang pourtant très proche, l'étang Zombis est bien mieux protégé des espèces exotiques et invasives, du fait de sa moindre fréquentation et de la non-introduction dans ses eaux des tilapias et autres mollusques ainsi que de raisons qui lui sont propres et encore indéterminées. Cependant, s'agissant d'une propriété privée située à l'extérieur du parc national de la Guadeloupe, il constitue un espace naturel menacé.

### Flore
Du fait d'une saturation en oxygène de ses eaux par les courants, l'étang s'apparente à un système lotique avec la présence de nombreux macrophytes dont Eleocharis interstincta et Cladium mariscus jamaicense,. À la différence du Grand Étang, il présente sur tout son pourtour une forte population de palétuviers jaunes (Symphonia globulifera) qui participent à la régulation de l'écosystème avec leurs racines et à la variation de sa surface en eaux.
Surtout, l'étang Zombis possède une espèce endémique d'Alismataceae aquatique découverte en 1992 et reconnue comme espèce à part entière en 2001, l'Helanthium zombiense, se reproduisant par multiplication végétative.

### Faune
Parmi les crustacés présents dans l'étang – en plus du répandu Macrobrachium carcinus (le « Ouassou » local) –, deux nouvelles espèces, pour la Guadeloupe, de copépodes (Eucyclops ensifers et Mesocyclops longisetus curvatus) ont été identifiées vivant dans le réseau racinaire des plantes aquatiques Utricularia gibba. À ce jour, aucune espèce de poisson n'a été trouvée dans l'étang qui reste préservé des apports exotiques de tilapias. L'inventaire complet de la faune aviaire n'est pas disponible mais comme le Grand Étang tout proche, il doit constituer une zone de reproduction pour les Poules d'eau et le Héron vert ; une zone de pêche pour le Trembleur brun, le Balbuzard pêcheur et depuis 2012 pour le rare Martin-pêcheur à ventre roux,.